# Krishnanagar
Krishnanagar o Krishnagar (bengalí কৃষ্ণনগর) és una ciutat i municipi de l'Índia, capital del districte de Nadia a Bengala Occidental, situada a 23° 24′ N, 88° 30′ E / 23.4°N,88.5°E a la riba del riu Jalangi. Al cens de 2001 figura amb una població de 139.070 habitants; el 1881 tenia 27.477 habitants i el 1901 eren 24.547.

## Llocs interessants
- Rajbari o palau Reial
- Església catolica
- Col·legi Bhavan (1846)
- Biblioteca Pública (1856)

## Història
La batalla de Plassey es va lliurar a l'extrem nord del que després fou la subdivisió de Krishnagar sota els britànics. La municipalitat es va establir el 1864 i actualment té 16 km² i està dividida en 24 seccions o wards.